# Abax parasodalis
Abax parasodalis är en skalbaggsart som beskrevs av Hendrik Freitag. Abax parasodalis ingår i släktet Abax och familjen jordlöpare. Inga underarter finns listade i Catalogue of Life.